# Peter Dolfen
Peter James Dolfen (* 21. Mai 1880 in East Longmeadow, Massachusetts; † 31. Mai 1947 in Hartford, Connecticut) war ein US-amerikanischer Sportschütze.

## Erfolge
Peter Dolfen nahm an den Olympischen Spielen 1912 in Stockholm in drei Wettbewerben teil. Im Einzelwettbewerb mit der Freien Pistole belegte er mit 474 Punkten den zweiten Platz hinter Alfred Lane und vor Charles Stewart. In der Mannschaftskonkurrenz belegte er gemeinsam mit Alfred Lane, Henry Sears und John Dietz den ersten Platz. Mit 1916 Punkten behaupteten sich die US-Amerikaner vor der schwedischen und der britischen Mannschaft und wurden damit Olympiasieger. Dolfen war dabei mit 467 Punkten der drittbeste Schütze der Mannschaft. Mit der Duellpistole über die 30-Meter-Distanz kam er nicht über den 16. Platz hinaus.
Dolfen arbeitete über 40 Jahre bei der Milton Bradley Company. Zudem war er für das Militär im Spanisch-Amerikanischen Krieg aktiv, diente auf den Philippinen und in China während des Boxeraufstands.